# Lóbulo de Roche

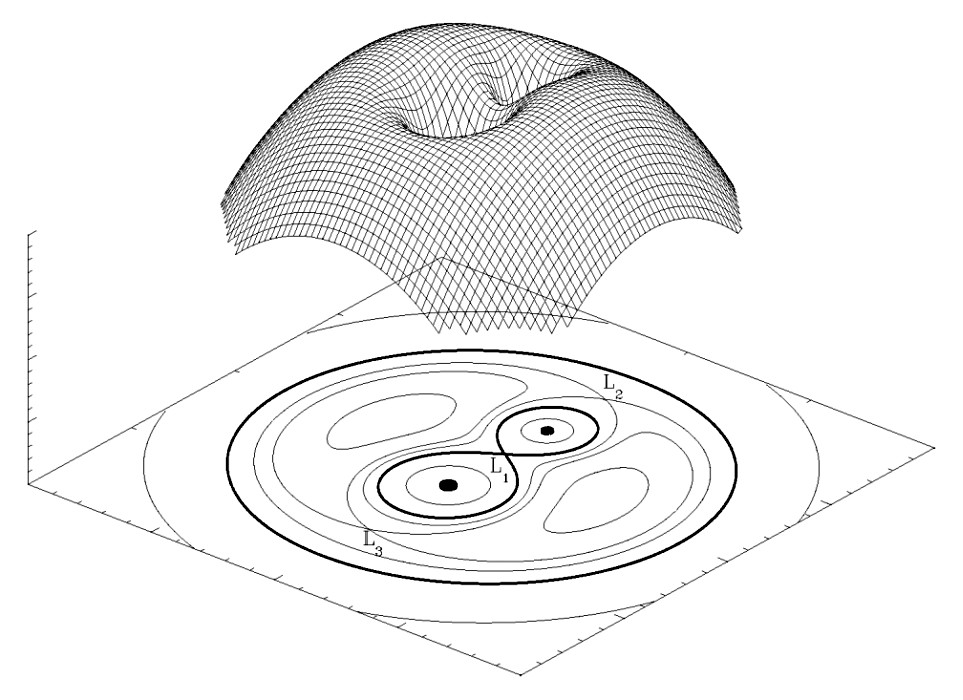
Representación tridimensional del potencial de Roche en una estrella binaria con una razón de masa 2, en un marco co-rotante. Las figuras en forma de gota son superficies equipotenciales y son los lóbulos de Roche de cada una de las estrellas. L1, L2 y L3 son los puntos de Lagrange donde las fuerzas gravitatorias se cancelan entre sí. Existen flujos de masa a través del punto meseta L1 de una estrella a su compañera, si la estrella llena el lóbulo de Roche. (Fuente).

El lóbulo de Roche es la región del espacio alrededor de una estrella en un sistema binario en la que el material orbitante está ligado gravitacionalmente a dicha estrella. Si la estrella se expande más allá de su lóbulo de Roche entonces el material exterior al lóbulo es atraído por la otra estrella donde puede caer formando un disco de acrecimiento.

## Concepto
El concepto de lóbulo de Roche apareció en una publicación de 1873, Essai sur la constitution et l'origine du système solaire [Ensayo sobre la constitución y el origen del sistema solar].
El lóbulo de Roche se diferencia del límite de Roche en que este último representa la distancia a la que un objeto orbitando un cuerpo central masivo se rompería debido a los efectos de las fuerzas de marea. Ambos conceptos fueron formulados y estudiados matemáticamente por el astrónomo francés Édouard Roche ( 1820-1883).

### Formas del potencial
El lóbulo de Roche tiene una forma similar a una gota de agua estirada con el vértice de la gota apuntando hacia el objeto secundario y situado en el punto de Lagrange L1. El lóbulo de Roche se define como la superficie de máximo equipotencial gravitacional del sistema binario. Cerca de cada estrella las superficies de igual potencial gravitacional son aproximadamente esféricas y concéntricas sobre cada estrella y lejos del sistema binario las superficies equipotenciales son elipsoides alargados paralelos al eje que une los centros de ambas estrellas. La superficie equipotencial crítica entre ambos casos en forma de ocho define los dos lóbulos de Roche.

### Cálculo del potencial
Para calcular la energía potencial es necesario utilizar un sistema de referencia que gira con el sistema binario. Dado que este sistema de referencia no es inercial los potenciales gravitacionales de cada estrella deben complementarse con un pseudopotencial representativo de la fuerza centrífuga. El pseudopotencial es proporcional al cuadrado de la distancia en cada punto al eje de rotación del sistema. La materia moviéndose en el sistema de referencia en rotación experimenta los efectos de una fuerza de Coriolis no conservativa y no derivable por lo tanto a partir de un potencial escalar.
Cuando uno de los dos cuerpos centrales crece más allá de su lóbulo de Roche, el material exterior al lóbulo penetra en el interior del lóbulo de Roche del otro objeto. Este proceso puede ser destructivo para el primer objeto ya que al perder masa, su lóbulo de Roche se contrae aún más dejando mayor material en el exterior y acelerando su desintegración en favor de un aumento de masa del otro objeto, cuyo lóbulo de Roche se expande progresivamente.

## Flujo de masa entre las estrellas
El flujo de material a través del lóbulo de Roche es responsable de un buen número de fenómenos astronómicos como novas recurrentes (estrellas binarias con una gigante roja y una enana blanca lo bastante cercanas para que el material de la gigante se desplace hasta la enana blanca), binarias de rayos X y púlsares de milisegundos.